# 統治者
統治者（とうちしゃ）、または、ソヴリン (Sovereign) （英: Sovereign）は、様々な範疇における最高位の指導者に適用され得る呼称であり、古フランス語の「Souverain」から拝借され、突き詰めればラテン語で「上」を意味する「superānus」から派生した。支配者とも言う。
今や「ソヴリン」という呼称は、君主や元首から基礎自治体首長や騎士団長まで様々な役職に対して使用され、その結果、より最近の「ソヴリン」という語句は、独立や自治権などをも意味するようになってきている。
なお、立憲君主制を表現した格言である「君臨すれども統治せず」は、原語が「reigns but does not rule」であり、ソヴリン（sovereign）と語源が同じ「reign」を「君臨」と日本語訳する一方、「rule」（支配）を「統治」と日本語訳している。

## 君主
「ソヴリン」という呼称は、君主の同義語として頻繁に使用され、付随し得る多数の爵位・称号が君主制のルールにおいて存在する。
以下は、現代における「ソヴリン」の様々な称号の一例である。
| 天皇・皇帝 | 徳仁（天皇）                 | スルターン | ハサナル・ボルキア（ブルネイ国王）                           |
| 王・国王   | フィリップ（ベルギー王）     | 教皇       | フランシスコ（バチカン君主）                                 |
| 大公       | アンリ（ルクセンブルク大公） |            |                                                              |
| 公         | アルベール2世（モナコ公）    | 共同公     | ジョゼップ＝ルイス・セラーノ・ペンティナト（アンドラ共同公） |